# Abd al-Aziz ibn Muhammad
Abd al-Aziz bin Muhammad bin Saud (arabisch عبد العزيز بن محمد بن سعود, DMG ʿAbd al-ʿAzīz b. Muḥammad b. Saʿūd; † 2. Oktober 1803) war von 1765 bis 1803 der zweite Herrscher der Saudi-Dynastie.

## Leben
Abd al-Aziz ibn Muhammad wurde schon zu Lebzeiten seines Vaters Muhammad ibn Saud († 1765) zum Thronfolger des Hauses Saud bestimmt und von Muhammad ibn Abd al-Wahhab bestätigt. Nachdem er sich bereits als Feldherr einen Namen gemacht hatte, konnte er 1765 ohne Probleme die Herrschaft übernehmen. Er setzte die militärische Bekehrung der Beduinenstämme für die Lehre der Wahhabiten fort. Ein erster wichtiger Erfolg war 1773 die Unterwerfung des Emirats von Riad, das 27 Jahre erfolgreich Widerstand geleistet hatte.
In den folgenden Jahren wurden die Beduinen Zentralarabiens in einem ununterbrochenen Kleinkrieg unterworfen. Bis 1800 waren al-Hasa, Bahrain und die Stämme von Katar, sowie der Piratenküste unterworfen worden. Feldzüge der osmanischen Paschas von Bagdad nach al-Hasa blieben erfolglos. 1802 wurde von den Wahhabiten sogar Kerbela im Irak erobert und geplündert, wobei das Grab von Hussain, eines der bedeutendsten schiitischen Heiligtümer, zerstört wurde.
Nachdem 1771 und 1790 Religionsgespräche zwischen den Scherifen von Mekka und den Wahhabiten erfolglos geblieben waren, weiteten sich seit 1795 die Kämpfe im Hedschas aus. Nach der Niederlage von Kumrah (1798) musste Scherif Ghaleb zunächst Frieden schließen. Später brach Abd al-Aziz 1801 den Frieden, plünderte die irakischen Städte Kerbela und Nadschaf, eroberte Taif und besetzte Mekka. Dschidda konnte von den Wahhabiten allerdings nicht erobert werden.
Am 2. Oktober 1803 wurde Abd al-Aziz I. in Diriyya beim Gebet in der Moschee von einem persischen Schiiten als Rache für die Plünderung von Karbala ermordet. Dessen Verwandte wurden zuvor von den Wahhabiten getötet. Sein Nachfolger wurde Saud I. ibn Abd al-Aziz (1803–1814).

## Nachkommen
Abd al-Aziz hatte mindestens drei Ehefrauen und vier Söhne, darunter auch den späteren Emir Saud.